# Wielka Stopa (film)
Wielka Stopa (wł. Piedone lo sbirro, fr. Un flic hors-la-loi) – włosko-francuski film komediowy typu poliziottesco  z 1973 roku w reżyserii Steno, z Budem Spencerem w roli głównej.

## Fabuła
W Neapolu na dachu budynku agresywny Afroamerykanin rozpoczyna ostrzał z pistoletu. Zaczyna się obława policyjna. Niespodziewanie do akcji wkracza zastępca komisarza Rizzo, nazywany „Wielką Stopą”. Rizzo każe wstrzymać ostrzał i udaje się na budynek, gdzie po krótkiej walce uspokaja Afroamerykanina, który był pod wpływem narkotyków. Po powrocie na posterunek Rizzo zostaje zapoznany z Tabassim z Mediolanu, swym nowym przełożonym. Tabassi jest zaintrygowany tym, że Rizzo chodzi nieuzbrojony i używa własnej siły. Ten na zarzuty o popisywaniu się odpowiada, że to jedyny sposób na egzekwowanie prawa w tej dzielnicy.
Rizzo przerywa bójkę w pizzerii. Widząc, że nikomu się nie stała krzywda i chcąc uniknąć zbędnej roboty papierkowej, puszcza wolno awanturników, a kosztami obciąża lokalnego mafiozę Manomozzę, który toleruje Rizza ze względu na uratowanie życia w przeszłości. Rizzo udaje się do swej partnerki Marii, gdzie ukrywa się nieszkodliwy złodziej Gennarino chcący się jedynie posilić. Przekonuje go, by sam się zgłosił na policję. Następną sprawą Rizza jest atak na prostytutkę. To sprawka bogatego sutenera Ferdinanda O’ Barone. Rizzo prowokuje go do przyznania się i w samoobronie go bije. Nie pochwala tego Tabassi mający obiekcje do metod Rizza oraz jego kontaktów z camorrą. Rizzo mówi że w tej dzielnicy tylko tak udaje się zaprowadzić względny porządek. Nagle Tabassi dowiaduje się o strzelaninie.
Stoi za nią Manomozza i Tabassi osobiście jedzie na miejsce, by go aresztować, mimo obiekcji Rizza. Manomozza zeznaje, że O’ Barone handluje narkotykami i zmusza do tego swe prostytutki. Rizzo udaje się bazy US Navy, gdzie stacjonuje Afroamerykanin. Joe, bo tak brzmi jego imię, mówi że narkotyk, pod którego był wpływem, jest sprzedawany wszystkim marynarzom przez Amerykanina włoskiego pochodzenia Toma Ferramentiego. Rizzo konfrontuje Ferramentiego w dyskotece, który mówi że ów narkotyk dostarczają przestępcy z Marsylii, którzy przekupili część członków camorry i dogadali się w sprawie przemytu. Narkotyki są sprowadzone za pomocą mrożonych ryb do restauracji w Mergellinie. Niestety na miejsce przybywa uprzednio wezwany Tabassi nieopatrznie znokautowany przez Rizza.
Rizzo zaczaja się na O’ Barone w Mergellinie i wdaje się z nim w samochodowy pościg. O' Barone zostaje złapany i zaprowadzany na komisariat, lecz uprzednio wyrzucił narkotyki, więc wychodzi na wolność. Co gorsza, jego adwokatem jest znany i poważany radca prawny De Ribbis, który oficjalnie oskarża Rizza o przekroczenie uprawnień. Tabassi zawiesza Rizza w czynnościach służbowych. Ten szuka pocieszenia u Marii. Jej syn Salvatore niespodziewanie traci przytomność w szkole. To wynik zażycia narkotyków, które są coraz powszechniejsze w Neapolu na niespotykaną wcześniej skalę. Obawiając dalszych następstw narkomanii Rizzo śledzi O’ Barone, którego mocodawcy domagają większej skuteczności. Nocą Rizza atakują motocykliści nasłani przez O’ Barone.
Wiedząc, że członkowie camorry starej daty brzydzą się narkotykami, Rizzo proponuje im pakt, przekonując że działalność Marsylijczyków zagrozi ich interesom. Z ich pomocą udaje się zneutralizować dilerów i zniszczyć miejsce produkcji narkotyków. Peppino, informator Rizza przynosi wieści o przesyłce narkotyków statkiem z Tunisu. Rizzo na zaproszenie od O’ Barone udaje się do jego posiadłości tylko po to by odkryć, że O’ Barone został zastrzelony. Tabassi podejrzewa o to Rizza. Wkrótce i Peppino zostaje zamordowany. Gdy statek z Tunisu dobija do portu, Rizzo z pomocą Joego i jego kolegów włamuje się na pokład. On i Amerykanie powstrzymują Tunezyjczyków i odkrywają ukryte narkotyki. O wszystkim informuje De Ribbisa, który proponuje by towar został dostarczony i tym samym dając trop za jego odbiorcą. Rizzo dzięki pośmiertnym wskazówkom Peppina odkrywa, że Manomozza potajemnie nawiązał sojusz z Marsylijczykami, by przejąć kontrolę nad rynkiem narkotykowym i dzięki nim zajął miejsce O’ Barone zabijając go, co także zrobił to samo z Peppinem.
Rizzo zmusza Manomozzę do przyznania się, grając na fakcie, że Marsylijczycy zabiją Manomozzę za zgubiony towar, a Rizzo musi żyć, ponieważ tylko on wie, gdzie jest towar. Nagle przybywa policja z nakazem aresztowania Rizza. Ten widząc, że Tabassi zawsze torpeduje jego działania, gdy jest blisko zdobycia jakichkolwiek dowodów, zaczyna go podejrzewać o korupcję. Uzbraja Gennarina w swój służbowy pistolet, by chronił Marię, a sam umawia się z Tabbasim jako rzekomy diler. Na spotkanie przybywa Manomozza ze swymi ludźmi podążający za Rizzem, który obiecał im dostarczyć narkotyki. Wtem zjawia się policja. Tabassi wyjaśnia, że Rizzo od początku służył jako przynęta do schwytania dilerów. Rizzo ze swojej strony przyznaje, że nie przyniósł narkotyków i udowadnia swoją niewinność. Manomozza ucieka z częścią ludzi, lecz Rizzo po brutalnej walce łapie ich wszystkich. Gennarino w nagrodę za pomoc zostaje zaproszony przez Rizza i Marię na obiad wraz ze swymi licznymi dziećmi.

## Obsada
- Bud Spencer –  z-ca kom. „Wielka Stopa” Rizzo
- Glauco Onorato – z-ca kom. „Wielka Stopa” Rizzo (głos)
- Adalberto Maria Merli – kom. dr Tabassi
- Mario Pilar – Tonino „Manomozza” Percuoco
- Antonio Casagrande – Tonino „Manomozza” Percuoco (głos)
- Angelo Infanti – Ferdinando „O’ Barone” Scarano
- Michele Gammino – Ferdinando „O’ Barone” Scarano (głos)
- Juliette Mayniel – Maria
- Carla Todero – Maria (głos)
- Raymond Pellegrin – De Ribbis
- Giuseppe Rinaldi – De Ribbis (głos)
- Enzo Cannavale – bryg. Caputo
- Salvatore Morra – Peppino „il Gobbo"
- Nino Vingelli –
  - Peppino „il Gobbo" (głos),
  - szef camorry
- Ferruccio Amendola – szef camorry (głos)
- Jho Jhenkins – Joe
- Enzo Maggio – Gennarino
- Dominic Barto – Tom Ferramenti
- Gianni Marzocchi – Tom Ferramenti (głos)
- Emilio Messina – zbir Ferramentiego
- Sergio Fiorentini – zbir Ferramentiego (głos)
- Marcello Verziera –
  - diler narkotykowy,
  - wąsaty Tunezyjczyk
- Osiride Pevarello – brodaty Tunezyjczyk
- Franco Angrisano – komisarz
- Mario Frera – komisarz (głos)
- Omero Capanna – Giovanni
- Giancarlo Bastianoni – przywódca motocyklistów
- Claudio Ruffini – przyjaciel Joego #1
- Roberto Dell'Acqua – przyjaciel Joego #2
- Liliana Pavlo – prostytutka Carmen
- Luciano Tacconi – właściciel samochodu
- Ester Carloni – Assunta

Źródło:

## Produkcja
Steno stwierdził, że „Na dobre i na złe Wielka Stopa był filmem kryminalnym i myślę, że gdybym nie wyreżyserował Policja dziękuje, producenci nie pozwoliliby mi tego zrobić”. Utwór tytułowy jest wykonywany przez Santo & Johnny.
Wielką Stopę kręcono w studiach Elios Film i Incir-De Paolis w Rzymie oraz w Neapolu.

## Odbiór
Film zarobił łącznie 2,972 miliarda lirów włoskich w momencie premiery, co czyni Wielką Stopą pierwszą i odnoszącą największe sukcesy komercyjne próbą połączenia gatunku kryminalnego z komedią. Film doczekał się trzech kontynuacji oraz parodii pt. Piedino il questurino z Franco Franchim w roli głównej.